# Кат Іль-хан
Кат Іль-хан (*𐰃𐰞𐰞𐰃𐰏𐰴𐰍𐰣; д/н — 634) — 4-й володар Східнотюркського каганату в 620—630 роках. Також відомий як Ілек-каган і Ару-каган,в  китайський джерелах — Гелу.

## Життєпис
Син Ямі-кагана, володаря Східнотюркського каганату, та туюханьської принцеси Поші. При народженні отримав ім'я Дубі, а після повноліття — титул багадур-шад. 620 року спадкував братові Чуло-кагану. Наказав стратити його вбивцю Чжена Юаньшу.
Спочатку переніс ставку на північ в передгір'я Ханга. За цим оженився на удові брата — Ічжен з династії Суй.
В цей час Се Цзюй підняв повстання в Пінляні проти танського імператора Лі Юаня. За ним повстав Чжан Чансунь з Уюань. Танський імператор відправив Юйвень Ханя для підкупу кагана, щоб той не став втручатися в китайські справи. Але каган наказав небожеві Момом юеше-шаду з 10 тис. війська зайняти Ордос й оточити важливе місто Лінчжоу.
У квітні 621 року з 10 тис. війська сам каган напав на Фен'їн і Сі, а напочатку літа — Яньмень, але без успіху. Втім каган продовжив напади. Невдовзі атакував Дайчжоу (в Шаньсі), де завдав поразки танським військам на чолі з Сяо Цзі. В результаті сплюндрував Хедун розграбований, підійшовши до Яньчжоу. Тут знову завдав поразки танським війська, але навесні 622 року повернув до себе. погодившись отримати данину та танську принцесу.
В цей час в тюрків почався падіж худоби, чим вирішили скористатися танські військовики — Даень-ван і Дуцзі Шень. Але зрештою вони розділилися, чим скористався каган, завдавши поразки Даеню. За цим тюркське військо атакувало Сінчжоу, а суйський полководець Лю Хейден — Дінчжоу. Нападна Сінчжоу був невдалим, алекаган атакував Яньмень, Бінчжоу, Феньчжоу і Лучжоу.а потім відправив кілька тисяч вояків для набігу на Юаньчжоу і Лінчжоу.
Танські війська почали оточувати тюрків, які безтурботно розділилися на невеликі загони. Шень Фу вбив 500 біля річки Феньшуй і добув 2 000 коней. Сяо І полонив 5 тис. тюрків. Тюрки взяли фортецю Дачженьгунь і розграбували її. Юйвень Сінь і Ян Шидао відбили у них більшу частину здобичі. Дізнавшись про наближення великих танських сил, каган вирішив відступити в степ.
У 623 війна на північному кордоні тривала з перемінним успіхом. Невдовзі каган спільно з колишніми суйськими полководцями Гао Кайдао і Лю Хейта захопивмісто Маї. За цим надав війська Лян Луженюдля вторгнення до прейектури Лін. Але танські війська відбили напад.До того ж відвоювали Уюань.
У 624 року каган здійснив кілька набігів. захопивши чималу здобич, взяв в облогу Бінчжоу. У відповідь Лі Шимінь, син імператора, блокував кагана. Каган зібрав війська у Юаньчжоу для вирішальної битви, китайці розташувалися в Бінчжоу. Раптовою атакою каган змусив танські війська відступити. Тим часом каган запідозрив толіс-хана Шибобі у змов із танським чиновником Цінь Ваном. Водночас пішли дощі і у тюрків стали розмокати луки, ослабли тятиви. З огляду на це каган уклав мир з імператором, за якою тюрки зберегли усюздобич та відновлювалася торгівля між каганатом і китайцями.
У 625 році, відбивши вторгнення західнотюркського кагана Тун-Ябгу, каган відновив війну з огляду на постійні приготування імперії Тан. Було атаковано префектуру Лін. У битві біля Сіньченя тюрки завдали поразки танському війську. За цим тюрки швидко просунулися до Лучжоу і Ціньчжоу. Три китайські армії були розбиті, але тюрки забарилися у Гуанву і були розбиті Дао Цзуном. Каган знову зібрав свої війська, які стали просуватися до Юаньчжоу.
626 року було взятов облогуміста Юаньчжоу, Лінчжоу і Лянчжоу. Втім біля Лінчжоу зазнали поразки від танського полководця Лі Цзіна, за цим біля — Ціньчжоу від Чай Чжао. Каган вирішив напасти на Угун, взявоблогу Гаолін. Але біля Цзіняна тюркський загін зазнав поразки.
Зрештою каган вирішив почати перемовини. Втім в цей час владу в імперії Тан захопив Лі Шимінь. Після обопільних погроз та вишикування військ на мосту Баньцяо через річку Вейхе (неподалік від танської столиці Чан'ань) було укладено мирний договір, за яким каган отримував данину. В обмін на 3 тис. коней і 10 тис. баранів китайці відпустили тюркських полонених.
Вже у 627 році внаслідок інтриг китайців повстали племена хуйху-уйгурів і байегу. Толіс-хан Шибобі, якого
було відправлено придушити їх зазнав поразки. Взимку 627/628 року почався падіж худоби внаслідок сніговий бурь. В результаті тюрки знову почали грабіжницькі напади на імперію Тан.
У 628 році Шибобі підняв повстання серед киданів та татабів. Йому допомогу відправив імператор Лі Шимінь. В результаті почалися повстання серед племен на заході й півдні каганату. Проти нихкаган відправив сина Юкука, що зазнав поразки від уйгурів. Проте самому кагану вдалося перемогти толіс-хана Шибобі, що втік до китайських володінь. Але танський полководець Дао Цзун завдав низки поразок тюркам, захопивши 10 тис. осіб і багато худоби. 629 року Кат Іль-хан почав відступ зі своєї ставки.
У 630 році танський полководець Лі Цзін наздогнав кагана у гір Уянлін. Старійшина Кансумі видав китайцям імператрицю Сяо та суйського вана Ян Цзундао. Каган все ще зберігав війська. Тому Лі Цзін почав перемовини з ним, але потім раптово напав на ставку, де був схоплений.
Кат Іль-хана було відправлено до Чан'аня, а потім в Тайпу. Тут колишній каган помер 634 року. Посмертно йому було надано ім'я Хуан і титул гуйї-ван. Східнотюркський кагант припинив його існування. Територію було поділено на китайські провінції.